# Agata Skiba
Agata Skiba (ur. 24 lutego 1991 w Gostyniu) – polska siatkarka, grająca na pozycji przyjmującej. Od sezonu 2019/2020 do sezonu 2020/2021 była zawodniczką AZS-u Politechnika Śląska Gliwice. Następnie ogłosiła zakończenie kariery.
W roku 2008 trafiła do Reprezentacji Polski Juniorek, gdzie wraz z koleżankami wywalczyła 6. miejsce Mistrzostw Europy.

## Sukcesy klubowe
Ogólnopolska Olimpiada Młodzieży:
- 2008

Mistrzostwa Polski Juniorek:
- 2010[2]
- 2009[3]

Mistrzostwo I ligi:
- 2015
- 2018

Mistrzostwo Cypru:
- 2017